# Jezioro Korytnickie (Pojezierze Wałeckie)
Jezioro Korytnickie – jezioro w woj. zachodniopomorskim, w powiecie wałeckim, w gminie Mirosławiec, leżące na terenie Pojezierza Wałeckiego. Jezioro znajduje się około 2 km na południowy zachód od centrum Mirosławca.
Powierzchnia zwierciadła wody według różnych źródeł wynosi od 40,0 ha do 40,1 ha.
Zwierciadło wody położone jest na wysokości 103,4 m n.p.m. lub 103,3 m n.p.m. Średnia głębokość jeziora wynosi 3,0 m, natomiast głębokość maksymalna 6,2 m.
Na jeziorze dopuszczone jest używanie jednostek pływających napędzanych silnikami spalinowymi w okresie od 1 czerwca do 30 września w godzinach od 8:00 do 20:00.

## Hydronimia
Według urzędowego spisu opracowanego przez Komisję Nazw Miejscowości i Obiektów Fizjograficznych (KNMiOF) nazwa tego jeziora to Jezioro Korytnickie. W różnych publikacjach i na mapach topograficznych jezioro to występuje pod nazwą Kosiakowo lub Głębokie.